# Zenon z Werony
Zenon z Werony, wł. Zeno di Verona (ur. 300 w prowincji Mauretanii, zm. 12 kwietnia 371-375 w Weronie) – biskup Werony, święty Kościoła katolickiego. 
Urodził się w Cezarei Mauretańskiej w Afryce. W  350 roku został wyświęcony na kapłana. 8 grudnia 362 roku został mianowany ósmym biskupem Werony. W czasie jedenastoletniego okresu sprawowania władzy biskupiej założył wiele kościołów, gorliwie zwalczał herezję i rozwijał naukę chrześcijańską. Był wykształconym mówcą – do dziś zachowały się jego dziewięćdziesiąt trzy kazania (16 dużych i 77 małych). Był obrońcą trynitaryzmu i najstarszym autorem zachowanych kazań w języku łacińskim.

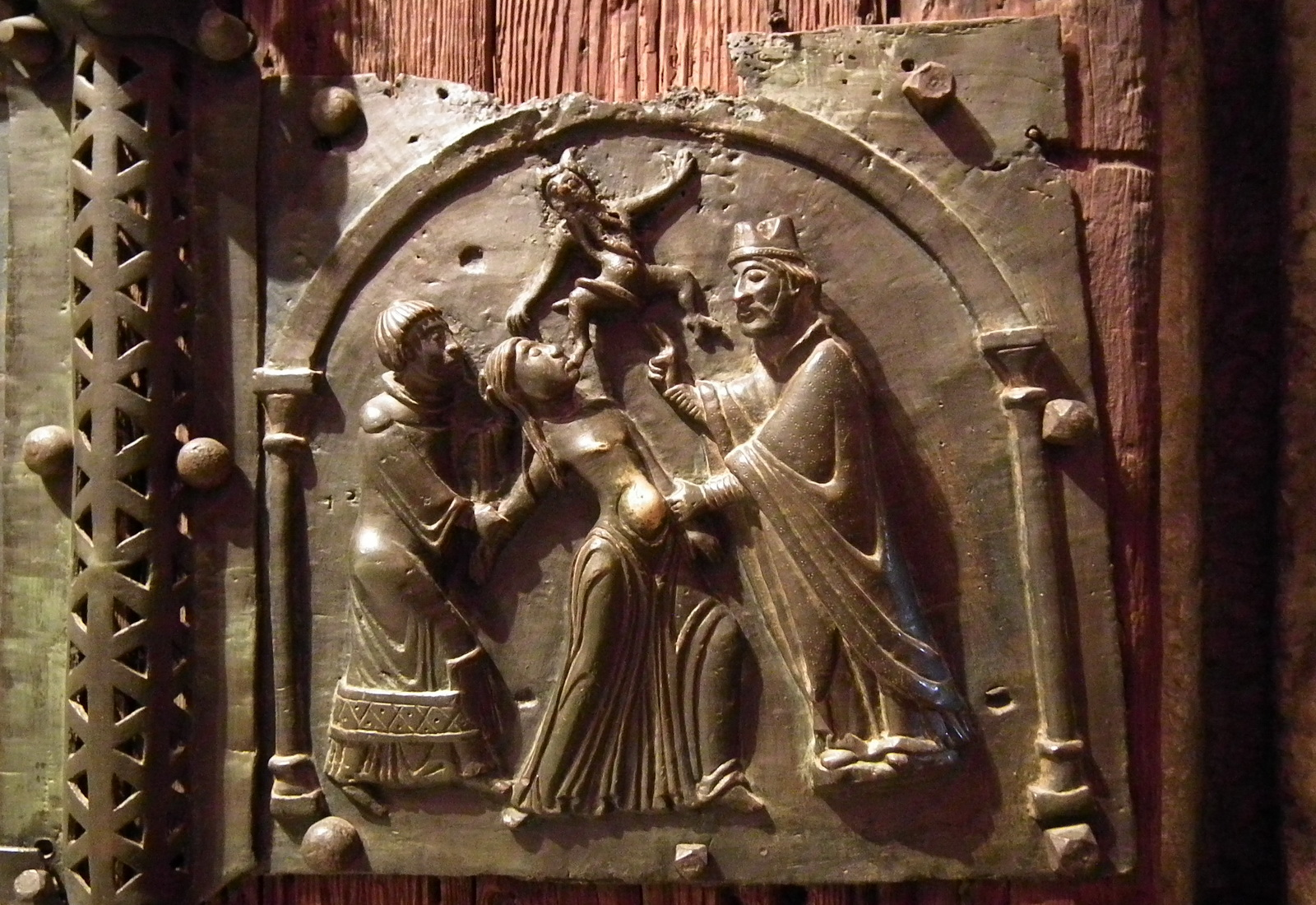
Fragment drzwi z XII w. z Werony, Basilica di San Zeno, ze sceną wypędzenia demona z ciała niewiasty; jeden z cudów św. Zenona

Według legendy Zenon został po urodzeniu wykradziony przez diabła, a w miejsce chłopca został podłożony skrzat. Ssał on mleko matki Zenona przez 18 lat, lecz mimo to w ogóle nie urósł. Zenon, którego wychowali zakonnicy, został wezwany, by zbadać to zjawisko. Rozwiązał tę zagadkę i kazał skrzatowi zwrócić całe mleko do ogromnego zbiornika. Z tej legendy wywodzi się również patronat Zenona nad niemowlętami. 
Oprócz niemowląt Zenon z Werony patronuje również temu miastu i wędkarzom.
Wkrótce po śmierci Zenona powstał kościół nad jego grobem, w którym około 440 św. Petroniusz, biskup z Bolonii, wygłosił kazanie. 
Święty Zenon czczony jest we Włoszech i Bawarii. 
W ikonografii przedstawiany jest z wędką i rybą jako "rybak dusz".
Wspomnienie liturgiczne św. Zenona obchodzone jest 12 kwietnia.